# Cavalerie légère
Pour les articles homonymes, voir Cavalerie légère (homonymie).

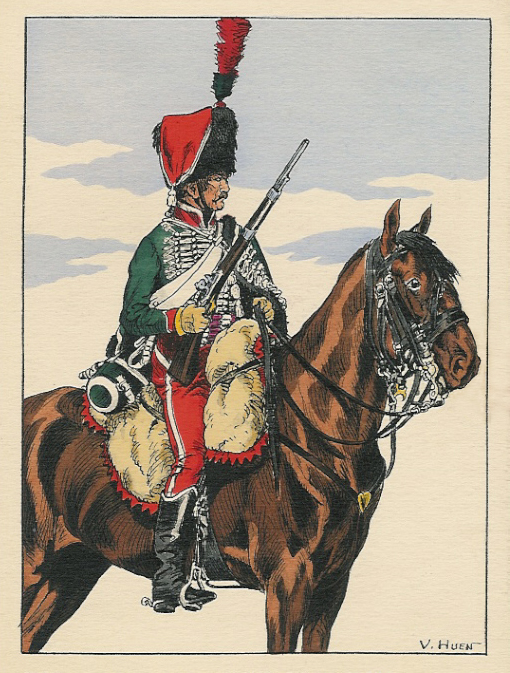
Hussard du 8e régiment en 1804 dans la Grande Armée de Napoléon.

La cavalerie légère est constituée des troupes militaires montées équipées d'armures et armes légères. Elle se distingue ainsi de la cavalerie lourde, dont les hommes (et parfois les chevaux) sont protégés d'armures épaisses.
La cavalerie légère est principalement utilisée dans des missions de reconnaissance, pour harceler l'ennemi, ou mener des raids. Elle est aussi, longtemps, l'un des principaux moyens de communication entre différentes formations, ou le front et le commandement.

## Historique
Durant l'Antiquité, elle est utilisée de manière sporadique par les Grecs et les Romains. Mais c'est en Asie centrale qu'elle occupe une place pivot, en s'imposant comme une pièce majeure des armées hunniques, turques, mongoles et hongroises. Nombre de ces unités étaient alors équipées d'arcs, leur permettant de harceler l'ennemi puis de se retirer rapidement.
À son apogée (bataille de Ballon, bataille de Jengland) l'armée du royaume de Bretagne est uniquement constituée d'une cavalerie légère armée de javelines. Les cavaliers sont entrainés à tirer aussi bien vers l'avant que vers l'arrière.
Avec le déclin de la féodalité et de la chevalerie, la cavalerie légère gagne une certaine prééminence en Europe en supplantant la cavalerie lourde. Les cavaliers sont alors généralement équipés d'armes à feu, et d'armes blanches légères. C'est alors le règne des hussards, estradiots, chasseurs à cheval et chevau-légers.
En France, avec la disparition des armures, on a fini par qualifier de cavalerie légère toute cavalerie qui ne porte ni armure ni cuirasse. Ainsi, sous l'Ancien Régime, on appelle - paradoxalement - cavalerie légère toutes les unités de cavalerie qui n'appartiennent pas à la Maison du roi ou à la Gendarmerie de France même s'il s'agit en fait d'une cavalerie lourde car, à cette époque, les hussards, puis plus tard les chasseurs lors de leur apparition ne sont pas considérés comme faisant partie de la cavalerie.
Vers le XVIIIe siècle, l'expression cavalerie légère finit par quasiment disparaître en France. Elle reparaît quand, vers la fin du siècle, on établit la différence entre cavalerie lourde, de ligne et légère, cette dernière qualification désignant désormais les hussards, les chasseurs et toutes les formations qui se spécialisent dans l'exploration, la reconnaissance et les raids en profondeur. Lourde, de ligne, ou légère, la cavalerie est armée quasiment de la même manière, chaque homme disposant d'une carabine et - en général - de deux pistolets. L'arme principale, le sabre, est néanmoins différent, celui de la cavalerie légère étant doté d'une lame plus légère et recourbée alors que la lame de la latte (sabre de la cavalerie lourde) est plus longue et droite.

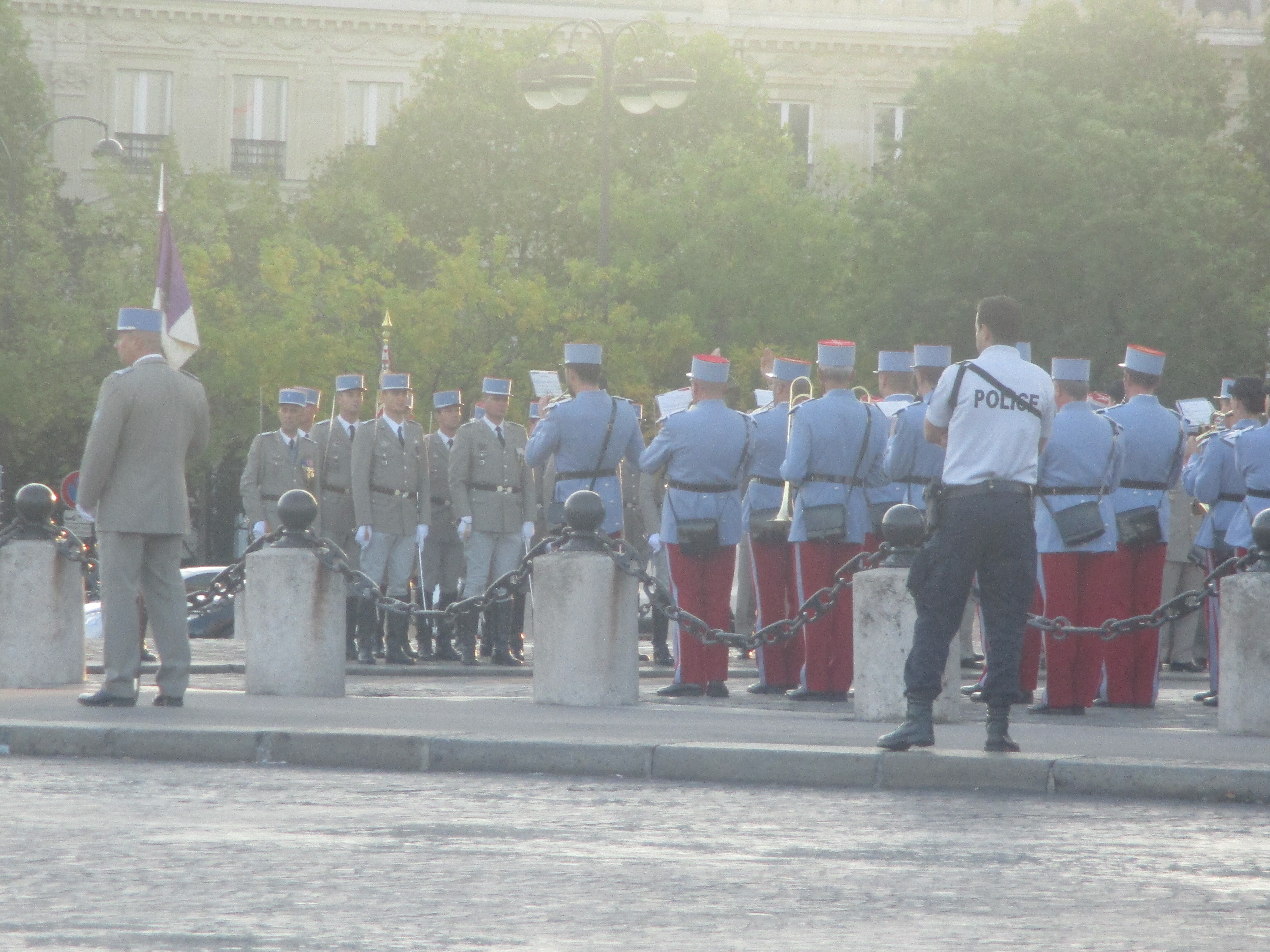
Brigade de cavalerie légère à Paris (2016).

## Grandes figures de la cavalerie légère
France.
Quelques généraux du 1er Empire :
- Pierre David de Colbert-Chabanais
- Antoine Charles Louis de Lasalle, mort à la bataille de Wagram en 1809.

- Charles Lefebvre-Desnouettes

Autres officiers : 

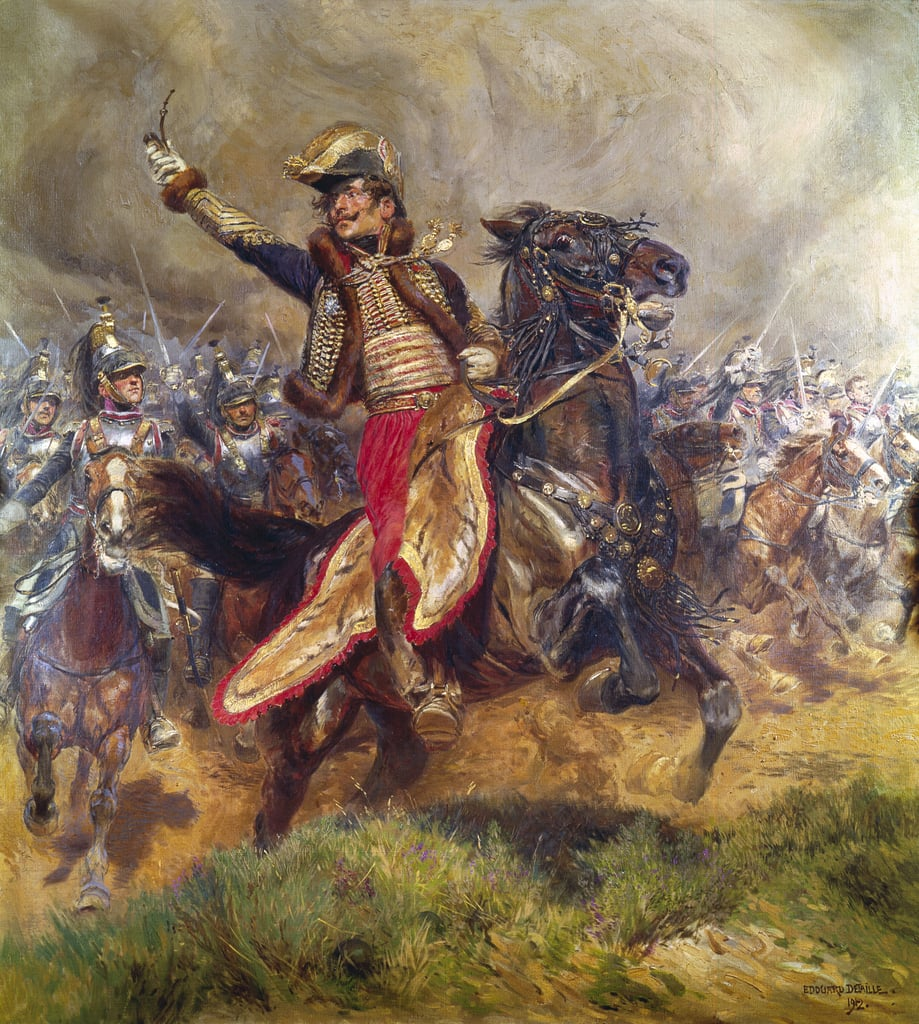
Le fameux général Lasalle chargeant à Wagram le 6 juin, dans l'après-midi, juste avant d'être tué, frappé en pleine tête d’une balle tirée par un grenadier hongrois en retraite.

- Antoine Fortuné de Brack, auteur de l'ouvrage de référence Avant-postes de cavalerie légère et brièvement directeur de école de cavalerie de Saumur.
- Antoine Charles Étienne Paul de La Roche-Aymon

Autres.